# Dombasle-en-Argonne
Dombasle-en-Argonne is een gemeente in het Franse departement Meuse (regio Grand Est) en telt 398 inwoners (1999). De plaats maakt deel uit van het arrondissement Verdun.

## Geografie
De oppervlakte van Dombasle-en-Argonne bedraagt 11,6 km², de bevolkingsdichtheid is 34,3 inwoners per km².
De onderstaande kaart toont de ligging van Dombasle-en-Argonne met de belangrijkste infrastructuur en aangrenzende gemeenten.

## Demografie
Onderstaande figuur toont het verloop van het inwonertal (bron: INSEE-tellingen).